# Mártires da Guerra Civil Espanhola
Os Mártires da Guerra Civil Espanhola ou Mártires Espanhóis do Século XX são os nomes escolhido pela Igreja Católica para o reconhecimento ou beatificação de vários de seus fiéis ou religiosos que foram mortos violentamente na década de 1930, durante o chamado Terror Vermelho, ao longo do período da Segunda República e dentro da zona da Frente Popular devido ao ódio à fé católica, em circunstâncias que são consideradas heroicas por terem dado um testemunho de sua adesão a fé no momento de sua execução, sendo, portanto, mártires da fé. Eles são comemorados pelo catolicismo em 6 de novembro.

## Contexto

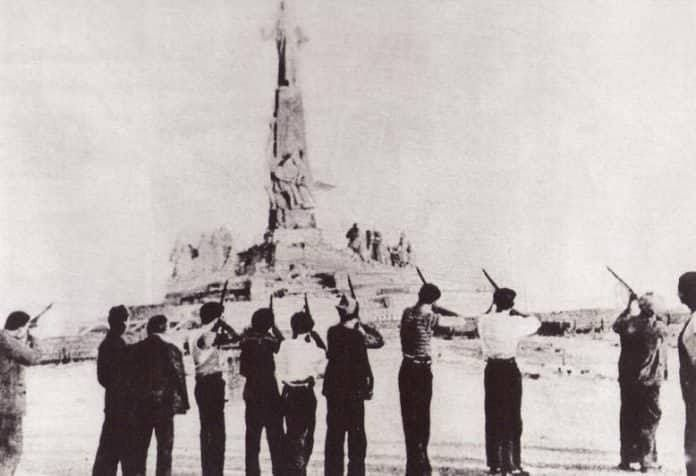
Milicianos republicanos fuzilando a estátua do Sagrado Coração de Jesus no Cerro de los Ángeles durante a Guerra Civil Espanhola

Durante os séculos XIX e XX, a Igreja Católica na Espanha apoiou, foi fortemente apoiada e associada à monarquia espanhola. A Segunda República Espanhola viu uma alternância de governos de coalizão de esquerda e conservadores entre 1931 e 1936. Em meio à desordem causada pelo golpe militar de julho de 1936, muitos apoiadores do governo republicano apontaram suas armas contra indivíduos que consideravam reacionários locais, incluindo padres e freiras.
Um caso paradoxal para os católicos estrangeiros foi o do Partido Nacionalista Basco, na época um partido católico das áreas bascas, que após alguma hesitação apoiou o governo republicano em troca de um governo autônomo no País Basco. Embora praticamente todos os outros grupos do lado republicano estivessem envolvidos na perseguição anticlerical, os bascos não desempenharam nenhum papel. A diplomacia do Vaticano tentou orientá-los para o lado nacional, explicitamente apoiado pelo cardeal Isidro Gomá y Tomás, mas o Partido Nacionalista Basco temia o centralismo dos nacionais. Alguns nacionalistas catalães também se encontraram na mesma situação, como os membros do partido da União Democrática da Catalunha, cujo líder mais relevante, Manuel Carrasco i Formiguera, foi morto pelos nacionalistas em Burgos em 1938.

## História
Durante a Guerra Civil Espanhola de 1936-1939, e especialmente nos primeiros meses do conflito, clérigos individuais foram executados e comunidades religiosas inteiras foram perseguidas, com um número de 13 bispos, 4.172 padres diocesanos e seminaristas, 2.364 monges e frades e 283 freiras, para um total de 6.832 vítimas clericais, no que é conhecido como o Terror Vermelho da Espanha.

### Papa João Paulo II
O Papa João Paulo II beatificou 473 mártires em 1987, 1989, 1990, 1992, 1993, 1995, 1997 e 2001. Cerca de 233 clérigos executados foram beatificados por João Paulo II em 11 de março de 2001. Em 1999, ele também canonizou Jaime Hilário, um religioso dos Irmãos das Escolas Cristãs, e os nove Mártires de Turón, o primeiro grupo de mártires da Guerra Civil Espanhola a alcançar a santidade. Sobre a seleção dos candidatos, o Arcebispo Edward Novack, da Congregação para as Causas dos Santos, explicou em entrevista ao L'Osservatore Romano: "Ideologias como o nazismo ou o comunismo servem de contexto para o martírio, mas a pessoa e sua conduta se destacam em primeiro plano e, caso a caso, é importante que as pessoas entre as quais a pessoa viveu afirmem e reconheçam sua reputação de mártir e, então, rezem a ela, obtendo graças. Não estamos tão preocupados com ideologias, mas com o senso de fé do povo de Deus, que julga a conduta da pessoa."

### Papa Bento XVI

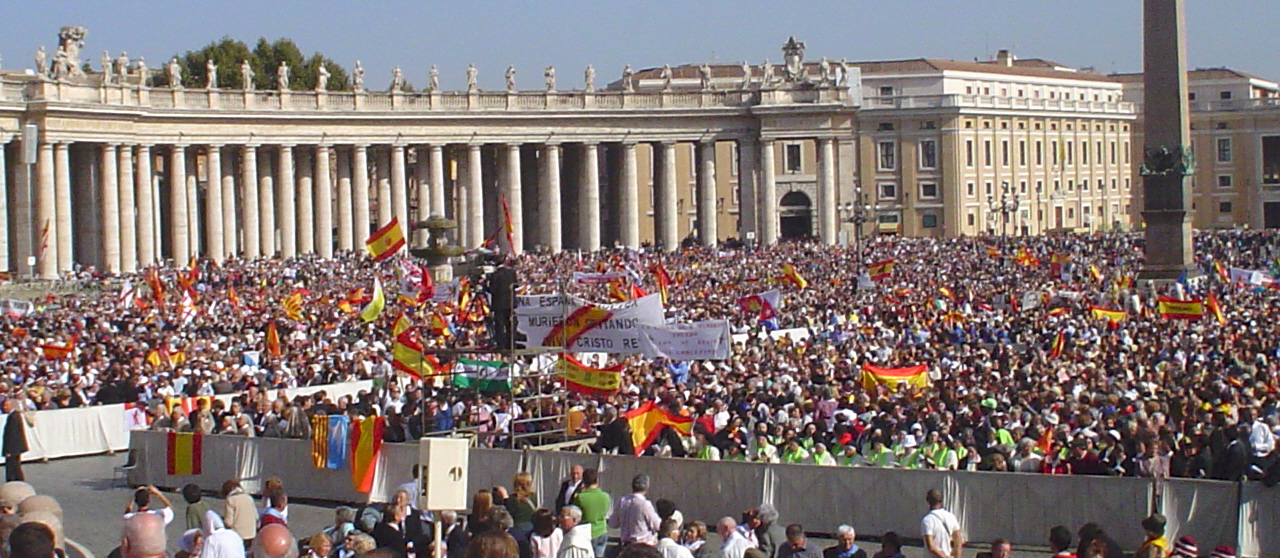
Cerimônia de beatificação dos Mártires Espanhóis do Século XX, realizada no Vaticano em outubro de 2007

O Papa Bento XVI beatificou 530 mártires em 2005, 2007, 2010 e 2011, o maior número dos quais foram os 498 mártires espanhóis em outubro de 2007, uma das maiores cerimônias de beatificação da história da Igreja Católica. O Vaticano não incluiu todos os mártires espanhóis neste grupo, nem nenhum dos 16 padres que foram executados pelo lado nacionalista nos primeiros anos da guerra. Esta decisão provocou críticas consideráveis de parentes sobreviventes e de várias organizações políticas espanholas.
A beatificação reconheceu o destino extraordinário e a morte frequentemente brutal dos envolvidos. Alguns criticaram as beatificações por desonrarem pessoas leigas que também morreram na guerra e por serem uma tentativa de desviar a atenção do apoio da Igreja a Franco (alguns setores da Igreja chamaram a causa nacionalista de "cruzada"). Na Espanha, a Guerra Civil continua a despertar grandes emoções. A cerimônia de beatificação também coincidiu com o debate sobre a Lei da Memória Histórica (sobre o tratamento das vítimas da guerra e suas consequências), promovido pelo governo espanhol.
Em resposta às críticas, o Vaticano descreveu as beatificações de outubro de 2007 como relacionadas a virtudes pessoais e santidade, não a ideologia. Elas não eram "sobre ressentimento, mas sobre reconciliação". O governo espanhol apoiou as beatificações, enviando o ministro das relações exteriores Miguel Ángel Moratinos para comparecer à cerimônia. Entre os presentes estava Juan Andrés Torres Mora, parente de um dos mártires e o deputado espanhol que havia debatido a lei da memória para o PSOE (Partido Socialista Operário Espanhol).
As beatificações de outubro de 2007 elevaram o número de mártires beatificados pela Igreja para 977, onze dos quais foram canonizados como santos. Devido à extensão da perseguição, muitos outros casos poderiam ser propostos; até 10.000, de acordo com fontes da Igreja Católica. O processo de beatificação já começou para cerca de 2.000 pessoas.
Nas beatificações de 28 de outubro de 2007, Bento XVI sublinhou o apelo à santidade para todos os cristãos, afirmando que era "uma eventualidade realista para todo o povo cristão". Ele também observou: "Este martírio da vida ordinária constitui um testemunho importante como nunca nas sociedades secularizadas do nosso tempo".

### Papa Francisco

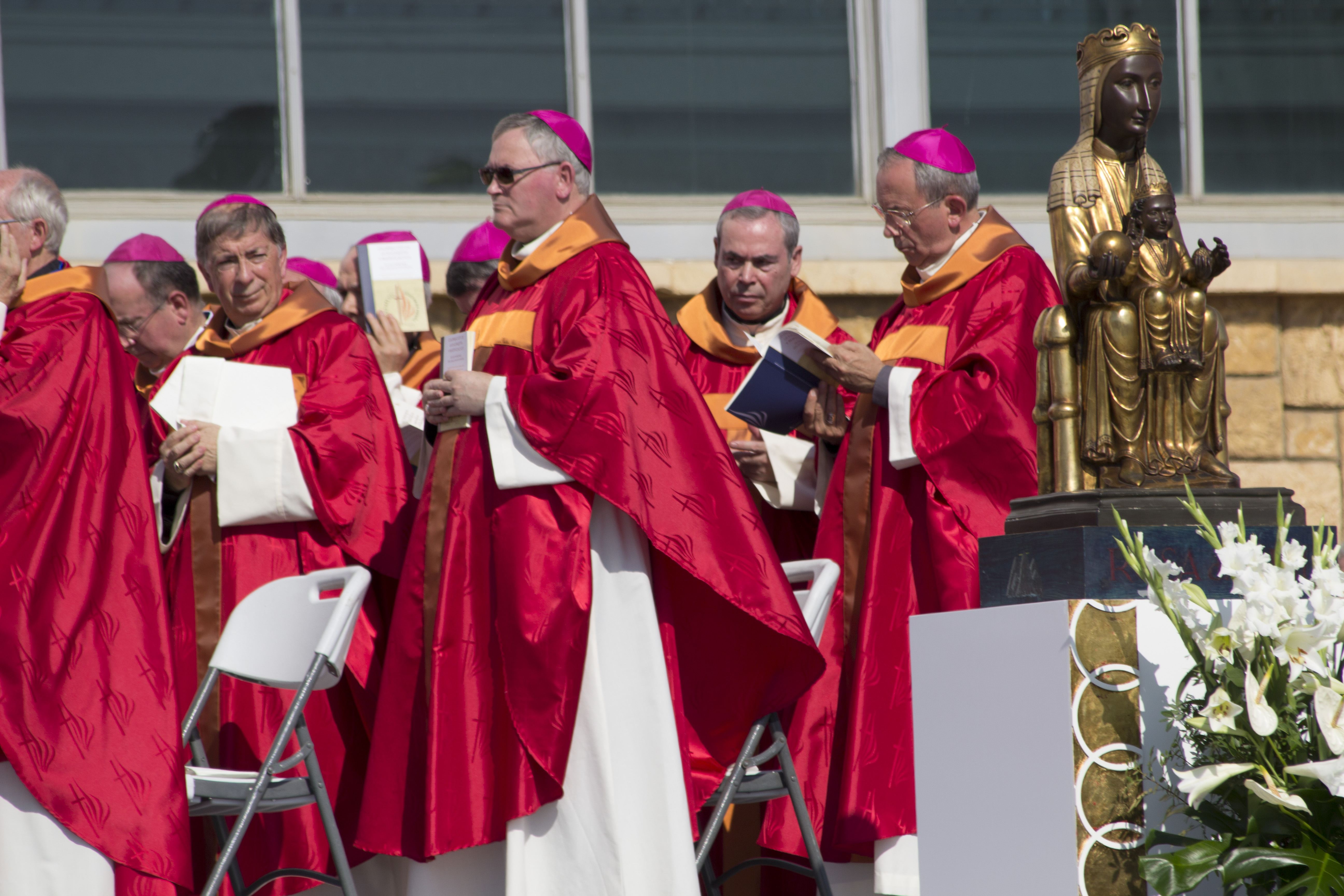
A Virgem de Montserrat na beatificação de 522 Mártires Espanhóis, Tarragona, outubro de 2013

O Papa Francisco beatificou 522 mártires em 13 de outubro de 2013, em Tarragona, Espanha; entre eles estava Eugenio Sanz-Orozco Mortera, de Manila, Filipinas, que se tornou o primeiro mártir filipino da Guerra Civil Espanhola. Ele também aprovou beatificações adicionais para mártires espanhóis, que ocorreram para um padre em 1.º de novembro de 2014, bem como dois grupos de mártires em 5 de setembro de 2015 e 3 de outubro de 2015. O pontífice também aprovou a beatificação de 26 mártires capuchinhos, que ocorreu em 21 de novembro de 2015. A beatificação de Valentín Palencia Marquina e seus quatro companheiros ocorreu em 23 de abril de 2016, em Burgos. A beatificação de Genaro Fueyo Castañón e dos seus três companheiros foi celebrada em Oviedo a 8 de outubro de 2016, e a beatificação de José Antón Gómez e dos seus três companheiros foi celebrada em Madrid a 29 de outubro de 2016. Os 115 mártires de Almería foram beatificados a 25 de março de 2017, e Antonio Arribas Hortigüela e os seus seis companheiros foram beatificados a 6 de maio de 2017 em Girona.
A beatificação de Mateo Casals Mas e 108 companheiros foram beatificados em Barcelona em 21 de outubro de 2017. Vicenç Queralt Lloret e 20 companheiros, bem como José María Fernández Sánchez e 38 companheiros foram beatificados em Madrid em 11 de novembro de 2017. A beatificação de Teodoro Illera del Olmo e 15 companheiros foi celebrada em Barcelona no dia 10 de novembro de 2018. A beatificação de Ángel Cuartas Cristóbal e seus 8 companheiros foi celebrada em Oviedo em 9 de março de 2019. Também a mártir María Isabel Lacaba Andia e suas 13 companheiras foram beatificados em Madrid em 22 de junho de 2019.
María Pilar Gullón Yturriaga e 2 companheiros foram beatificados em Astorga em 29 de maio de 2021. A beatificação de Juan Elías Medina e 126 companheiros foram celebrados em Córdoba no dia 16 de outubro de 2021, Francisco Cástor Sojo López e 3 companheiros em Tortosa no dia 30 de outubro de 2021. Benet Domènech Bonet e 2 companheiros em Barcelona no dia 6 de novembro de 2021. As beatificações de Cayetano Giménez Martín e 15 companheiros em Granada no dia 26 de fevereiro de 2022. Ángel Marina Álvarez e 19 companheiros, Isabel Sánchez Romero, Juan Aguilar Donis e 5 companheiros em Almería em 18 de junho de 2022. Também os mártires Vincente Nicasio Renúncio Toribio e 11 companheiros foram beatificados em Madrid em 22 de outubro de 2022.

### Papa Leão XIV
No dia 20 de junho de 2025, o Papa Leão XIV reconheceu o martírio dos servos de Deus Manuel Izquierdo Izquierdo, presbítero diocesano, e 58 companheiros. No mesmo dia, reconheceu também o martírio dos servos de Deus Antonio Montañés Chiquero, presbítero diocesano, e 64 companheiros. Os dois grupos de mártires pertenciam a Diocese de Jaén e foram mortos por ódio a fé entre 1936 e 1937, durante a perseguição anticatólica na Espanha. Somam-se no total 124 futuros novos beatos para a Igreja Católica, assassinados no contexto da Guerra Civil Espanhola.

## Controvérsias

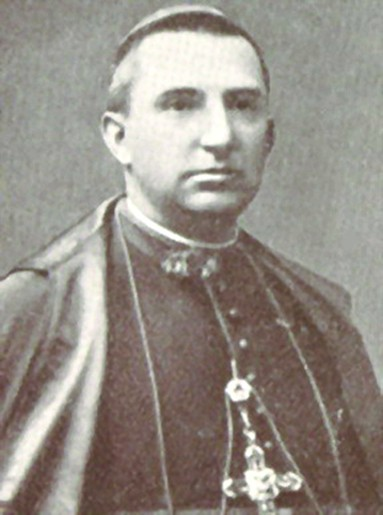
O bispo Cruz Laplana Laguna, acusado de atividade política mas beatificado por Bento XVI em 2007

Entre os beatificados está Cruz Laplana y Laguna, bispo de Cuenca. Segundo seus detratores, era um conhecido apoiador do regime monárquico, que, desde a proclamação da Segunda República, realizou uma série de campanhas políticas a favor da direita em toda a província, e que teve contatos com oficiais militares como o general Joaquín Fanjul, que lideraria o levante militar de 1936 em Madrid, em apoio a Franco. O bispo de Cuenca é descrito em sua biografia como o "conselheiro supremo" do general Fanjul, além de ser parente da Falange. Em 1936, apoiou pessoalmente José António Primo de Rivera, líder desse partido, como candidato nas eleições locais. Quando o levante fracassou em Cuenca, o bispo foi preso por milicianos republicanos. Foi julgado por conspirar contra a legalidade republicana e executado em 8 de agosto.
Seus apoiadores declararam que essas acusações eram calúnias. Em seu processo de beatificação, o prefeito socialista de Cuenca, em 1936, declarou: "Posso enfatizar que o Sr. Bispo, na política, evitou tudo. A impressão que tinha dele em Cuenca era de que era uma boa pessoa, e ninguém o odiava de forma alguma." Outro importante membro da Frente Popular declarou no mesmo processo: "Posso dizer que absolutamente nada foi encontrado no Palácio (Episcopal), nem cartas, nem jornais, nem armas, nada que pudesse comprometer o Sr. Bispo."
Outro é Fulgencio Martínez, um padre da aldeia de La Paca, em Múrcia, que foi baleado após a revolta e que, segundo muitos moradores locais, era intimamente ligado aos proprietários de terras locais. Durante vários dias antes da revolta, o padre Fulgencio se encontrou com esses proprietários de terras no cassino da aldeia — o centro da vida social das elites locais na Espanha rural — para organizar apoio à rebelião. Ele ofereceu armas e dinheiro a qualquer um que estivesse disposto a se juntar a uma milícia improvisada. Em 18 de julho, o dia da revolta, o padre Fulgencio estava entre as pessoas que percorreram as ruas da aldeia em caminhões, mobilizando apoio à revolta com gritos de "Viva o Exército!" e "Viva o General Queipo de Llano!".
Do segundo, a controvérsia em torno da beatificação do agostiniano Frei Gabino Olaso Zabala, listado como companheiro de Avelino Rodríguez Alonso, diz respeito à sua vida anterior. Frei Zabala foi martirizado durante a Guerra Civil e beatificado. Chamou a atenção o fato de que Frei Olaso havia sido missionário nas Filipinas durante a rebelião de Katipunan contra o domínio espanhol e havia sido acusado de torturar Frei Mariano Dacanay, um suspeito simpatizante dos rebeldes. No entanto, essa objeção ignora a ideia de que até mesmo pecadores podem se arrepender e se tornar santos, como no caso de Agostinho de Hipona. Também não compreende a natureza de uma causa de martírio, na qual o fator primário é a morte da pessoa por ódio religioso à fé, e não a santidade de sua vida anterior.
A terceira objeção diz respeito à atitude da Igreja em relação às vítimas da Repressão Nacionalista. A respeito da atitude do Vaticano, Manuel Montero, professor da Universidade do País Basco, comentou em 6 de maio de 2007:
A Igreja, que apoiou a ideia de uma "Cruzada Nacional" para legitimar a rebelião militar, foi um partido beligerante durante a Guerra Civil, mesmo ao custo de alienar alguns de seus membros. Ela continua a desempenhar um papel beligerante em sua resposta incomum à Lei da Memória Histórica, recorrendo à beatificação de 498 "mártires" da Guerra Civil. Estes não incluem os padres executados pelo exército de Franco... Seus critérios seletivos em relação aos religiosos que faziam parte de suas fileiras são difíceis de entender. Os padres que foram vítimas dos republicanos são "mártires que morreram perdoando", mas aqueles padres que foram executados pelas forças de Franco são esquecidos.
Embora grande parte da Espanha republicana fosse anticlerical em sentimento, o País Basco, que também apoiava a República, não era; o clero da região se opôs ao golpe nacionalista e sofreu de acordo. Pelo menos 16 padres nacionalistas bascos (entre eles o arcipreste de Mondragón) foram mortos pelos nacionalistas, e centenas de outros foram presos ou deportados. Isso incluiu vários padres que tentaram impedir os assassinatos. Até o momento, o Vaticano não considerou esses clérigos como mártires da Guerra Civil Espanhola, pois não foram mortos por "ódio à Fé" (in odium fidei), um pré-requisito para o reconhecimento do martírio.

## Lista de mártires

### Beatificação
| Data                    | Mártires                                                                          | Dia de festa    |
| ----------------------- | --------------------------------------------------------------------------------- | --------------- |
| 29 de março de 1987     | María Pilar Martínez García e 2 companheiros                                      | 24 de julho     |
| 1 de outubro de 1989    | Niceforo Díez Tejerina e 25 companheiros                                          | 23 de julho     |
| 29 de abril de 1990     | Cirilo Bertrán Sanz Tejedor, Inocencio Canoura Arnau e 7 companheiros*            | 9 de outubro    |
| 29 de abril de 1990     | Maria Merce Prat i Prat                                                           | 24 de julho     |
| 29 de abril de 1990     | Jaime Hilário Barbal Cosán                                                        | 18 de janeiro   |
| 25 de outubro de 1992   | Braulio María Corres Díaz de Cerio, Federico Rubio Alvarez e 69 companheiros      | 30 de julho     |
| 25 de outubro de 1992   | Felipe de Jesús Munárriz e 50 companheiros                                        | 13 de agosto    |
| 10 de outubro de 1993   | Diego Ventaja Milán, Manuel Medina Olmos e 7 companheiros                         | 30 de agosto    |
| 10 de outubro de 1993   | Pedro Poveda Castroverde*                                                         | 28 de julho     |
| 10 de outubro de 1993   | Victoria Díez Bustos de Molina                                                    | 12 de agosto    |
| 1 de outubro de 1995    | Anselmo Polanco Fontecha e Felipe Ripoll Morata                                   | 7 de fevereiro  |
| 1 de outubro de 1995    | Martin Martinez Pascual                                                           | 18 de agosto    |
| 1 de outubro de 1995    | Pedro Ruiz de los Paños Ángel e 8 companheiros                                    | 23 de julho     |
| 1 de outubro de 1995    | Dionisio Pamplona e 12 companheiros                                               | 22 de setembro  |
| 1 de outubro de 1995    | Carlos Eraña Guruceta e 2 companheiros                                            | 18 de setembro  |
| 1 de outubro de 1995    | Ángeles Lloret Martí e 16 companheiros                                            | 20 de novembro  |
| 1 de outubro de 1995    | Vicente Vilar David                                                               | 14 de fevereiro |
| 4 de maio de 1997       | Florentino Asensio Barroso                                                        | 9 de agosto     |
| 4 de maio de 1997       | Ceferino Giménez Malla                                                            | 4 de maio       |
| 10 de maio de 1998      | Rita Josefa Pujalte Sánchez e Francisca Aldea Araujo                              | 20 de julho     |
| 10 de maio de 1998      | María Gabriela Hinojosa Naveros e 6 companheiros                                  | 18 de novembro  |
| 10 de maio de 1998      | María Sagrario Moragas Cantarero                                                  | 16 de agosto    |
| 7 de março de 1999      | Vicente Soler Munárriz e 7 companheiros                                           | 5 de maio       |
| 11 de março de 2001     | José Aparicio Sanz e 232 companheiros                                             | 22 de setembro  |
| 29 de outubro de 2005   | Josep Tàpies Sirvant e 6 companheiros                                             | 13 de agosto    |
| 29 de outubro de 2005   | Ángela Ginard Martí                                                               | 26 de agosto    |
| 28 de outubro de 2007   | 498 mártires espanhóis                                                            | 6 de novembro   |
| 23 de janeiro de 2010   | Josep Samsó Elias                                                                 | 1 de setembro   |
| 17 de dezembro de 2011  | Francisco Esteban Lacal e 22 companheiros                                         | 28 de novembro  |
| 13 de outubro de 2013   | 522 mártires espanhóis                                                            | 6 de novembro   |
| 1 de novembro de 2014   | Pedro Asúa Mendía                                                                 | 29 de agosto    |
| 5 de setembro de 2015   | Fidela Oller Angelats e 2 companheiros                                            | 30 de agosto    |
| 3 de outubro de 2015    | Pio Heredia Zubia e 17 companheiros                                               | 4 de dezembro   |
| 21 de novembro de 2015  | Frederic Tarrés Puigpelat e 25 companheiros                                       | 6 de novembro   |
| 23 de abril de 2016     | Valentín Palencia Marquina e 4 companheiros                                       | 15 de janeiro   |
| 8 de outubro de 2016    | Genaro Fueyo Castañón e 3 companheiros                                            | 21 de outubro   |
| 29 de outubro de 2016   | José Antón Gómez e 3 companheiros                                                 | 25 de setembro  |
| 25 de março de 2017     | José Álvarez-Benavides de la Torre e 114 companheiros                             | 6 de novembro   |
| 6 de maio de 2017       | Antonio Arribas Hortigüela e 6 companheiros                                       | 6 de novembro   |
| 21 de outubro de 2017   | Mateu Casals Mas, Teófilo Casajús Alduán, Ferran Saperas Aluja e 106 companheiros | 1 de fevereiro  |
| 11 de novembro de 2017  | Vicenç Queralt Lloret, José María Fernández Sánchez e 58 companheiros             | 6 de novembro   |
| 10 de novembro de 2018  | Teodoro Illera del Olmo e 15 companheiros                                         | 6 de novembro   |
| 9 de março de 2019      | Ángel Cuartas Cristobal e 8 companheiros                                          | 6 de novembro   |
| 23 de março de 2019     | Mariano Mullerat i Soldevila                                                      | 13 de agosto    |
| 22 de junho de 2019     | María Isabel Lacaba Andia e 13 companheiros                                       | 6 de novembro   |
| 7 de novembro de 2020   | Joan Roig i Diggle                                                                | 11 de setembro  |
| 29 de maio de 2021      | María Pilar Gullón Yturriaga e 2 companheiros                                     | 6 de novembro   |
| 16 de outubro de 2021   | Juan Elías Medina e 126 companheiros                                              | 6 de novembro   |
| 30 de outubro de 2021   | Francisco Cástor Sojo López e 3 companheiros                                      | 25 de outubro   |
| 6 de novembro de 2021   | Benet Domènech Bonet e 2 companheiros                                             | 6 de novembro   |
| 26 de fevereiro de 2022 | Cayetano Giménez Martín e 15 companheiros                                         | 6 de novembro   |
| 18 de junho de 2022     | Ángel Marina Álvarez e 19 companheiros                                            | 6 de novembro   |
| 18 de junho de 2022     | Juan Aguilar Donis e 5 Companions                                                 | 6 de novembro   |
| 18 de junho de 2022     | Isabel Sánchez Romero                                                             | 6 de novembro   |
| 22 de outubro de 2022   | Vicente Nicasio Renuncio Toribio e 11 companheiros                                | 6 de novembro   |
| 18 de novembro de 2023  | Manuel González-Serna Rodríguez e 19 companheiros                                 | 6 de novembro   |
| 23 de novembro de 2024  | Gaetano Clausellas Ballvé                                                         | 6 de novembro   |
| 23 de novembro de 2024  | Antonio Tort Reixachs                                                             | 6 de novembro   |

(*) significa que eles estão canonizados.

### Canonização
| Data                   | Mártires                                     |
| ---------------------- | -------------------------------------------- |
| 21 de novembro de 1999 | Cirilo Bertrán Sanz Tejedor e 7 companheiros |
| 21 de novembro de 1999 | Inocêncio de Maria Imaculada                 |
| 21 de novembro de 1999 | Jaime Hilário Barbal Cosán                   |
| 4 de maio de 2003      | Pedro Poveda Castroverde                     |